# Harry Ahlin
Karl Harry Ahlin, född 14 april 1900 i Sundsvalls församling, Västernorrlands län, död 31 juli 1969 i Johannebergs församling, Göteborgs och Bohus län, var en svensk skådespelare.
Ahlin arbetade under 1920-talet med revyer, och medverkade bland annat hos både Ernst Rolf och Karl Gerhard. Han engagerades vid Göteborgs Stadsteater 1934 och var verksam där till sin död 1969. Vid sidan av teatern medverkade han i ett 60-tal filmer.
Ahlin var gift tre gånger, första gången 1923 med skådespelaren Gertrud Palm (1896–1984), andra gången 1928 med skådespelaren Doris Nelson (1886–1934) samt slutligen från 1935 med Astrid Åstrand (1908–1955). Han är far till skådespelaren Margita Ahlin  samt morfar till dramatikern Jacob Hirdwall och skådespelaren/TV-producenten/programchefen Anton Glanzelius.
Harry Ahlin är begravd på Östra kyrkogården i Göteborg.

## Filmografi i urval
- 1919 – Ingmarssönerna
- 1925 – Ingmarsarvet
- 1929 – Hjärtats triumf
- 1930 – Norrlänningar
- 1930 – Fridas visor
- 1931 – En natt
- 1931 – Trötte Teodor
- 1932 – Jag gifta mig – aldrig
- 1933 – Den farliga leken
- 1939 – Sjöcharmörer
- 1939 – Landstormens lilla Lotta
- 1939 – Då länkarna smiddes
- 1942 – Rospiggar
- 1942 – General von Döbeln
- 1942 – Rid i natt!
- 1942 – Himlaspelet
- 1943 – Katrina
- 1943 – Hon trodde det var han
- 1943 – Aktören
- 1943 – Ungt blod
- 1944 – Vi behöver varann
- 1944 – Vår Herre luggar Johansson
- 1944 – Fia Jansson från Söder
- 1945 – Galgmannen
- 1945 – 13 stolar
- 1945 – Svarta rosor
- 1945 – Gomorron Bill!
- 1946 – Försök inte med mej ..!
- 1946 – Möte i natten
- 1946 – Ballongen
- 1946 – Klockorna i Gamla Sta'n
- 1947 – Dynamit
- 1947 – Maj på Malö
- 1947 – Rallare
- 1948 – Lappblod
- 1948 – Hamnstad
- 1948 – Intill helvetets portar
- 1949 – Människors rike
- 1949 – Svenske ryttaren
- 1949 – Kronblom kommer till stan
- 1950 – Loffe blir polis
- 1951 – Skeppare i blåsväder
- 1951 – Tull-Bom
- 1952 – Janne Vängman i farten
- 1953 – Sommaren med Monika
- 1955 – Paradiset
- 1955 – Ljuset från Lund
- 1955 – Flicka i kasern
- 1956 – Där möllorna gå...
- 1956 – Sista natten
- 1961 – Stöten
- 1963 – En söndag i september
- 1969 – Skottet
- 1969 – Ni ljuger

## TV-produktioner
- 1958 – Oh, mein Papa
- 1962 – Trängningen
- 1965 – Farlig kurs
- 1966 – Blå gatan
- 1967 – De löjliga preciöserna
- 1968 – Den gyllene porten

## Teater

### Roller (ej komplett)
| År   | Roll                                      | Produktion                                      | Regi              | Teater                                   |
| ---- | ----------------------------------------- | ----------------------------------------------- | ----------------- | ---------------------------------------- |
| 1925 |                                           | Öregrund-Östhammar Selfrid Kinmansson           | Axel Hultman      | Vanadislundens friluftsteater            |
| 1927 | Medverkande                               | Ta trapporna, revy Björn Hodell och John Botvid |                   | Folkets hus teater                       |
| 1928 | Medverkande                               | Sådan är du, revy Karl-Ewert                    |                   | Folkets hus teater                       |
| 1928 | Claes Lind, anställd vid sågverket        | Yon Yonson Algot Sandberg                       | Ernst Fastbom     | Folkets hus teater                       |
| 1932 | Eddie Cowan, boxare                       | Boxare James Gleason och Richard Taber          | Oscar Lund        | Folkteatern                              |
| 1932 |                                           | Nicklasson & Co. Ernst Berge                    | Ludde Gentzel     | Vanadislundens friluftsteater            |
| 1935 |                                           | Tovaritch Jacques Deval                         | Carlo Keil-Möller | Göteborgs stadsteater                    |
| 1941 |                                           | Beredskap Gunnar Ahlström                       | Knut Ström        | Göteborgs stadsteater, 14 oktober 1941   |
| 1943 | O'Hara                                    | Arsenik och gamla spetsar Joseph Kesselring     | Torsten Hammarén  | Oscarsteatern                            |
| 1946 | Skattmästaren                             | Caligula Albert Camus                           | Ingmar Bergman    | Göteborgs stadsteater                    |
| 1946 |                                           | Krigsmans erinran Herbert Grevenius             | Knut Ström        | Göteborgs stadsteater, 15 september 1946 |
| 1947 | Grosshandlare Fredell                     | Dagen slutar tidigt Ingmar Bergman              | Ingmar Bergman    | Göteborgs stadsteater                    |
| 1947 | Kolbärare 1                               | Ett drömspel August Strindberg                  | Olof Molander     | Göteborgs stadsteater, 13 september 1947 |
| 1948 | Peterbono                                 | Tjuvarnas bal Jean Anouilh                      | Ingmar Bergman    | Göteborgs stadsteater                    |
| 1949 | Harold Mitchell                           | Spårvagn till lustgården Tennessee Williams     | Ingmar Bergman    | Göteborgs stadsteater                    |
| 1950 | Lars Skomakare                            | Kärlek Kaj Munk                                 | Torsten Hammarén  | Göteborgs stadsteater, 24 november 1950  |
| 1951 | Piet Wetjoen, f.d. chef för en boerstyrka | Si, iskarlen kommer! Eugene O'Neill             | Stig Torsslow     | Göteborgs stadsteater, 9 februari 1951   |
| 1952 |                                           | Ett huvud kortare Marcel Aymé                   | Helge Wahlgren    | Göteborgs stadsteater, augusti 1952      |
| 1953 |                                           | Änglavakt Albert Husson                         | Helge Wahlgren    | Göteborgs stadsteater                    |
| 1953 | Bernardo, officerare                      | Hamlet William Shakespeare                      | Bengt Ekerot      | Göteborgs stadsteater, 9 september 1953  |
| 1954 | de Varville                               | Kameliadamen Alexandre Dumas                    | Helge Wahlgren    | Göteborgs stadsteater, 8 september 1954  |
| 1955 | Alfred Doolittle                          | Pygmalion George Bernard Shaw                   | Herman Ahlsell    | Göteborgs stadsteater, 18 februari 1955  |
| 1957 | Oliver                                    | Som ni behagar William Shakespeare              | Hans Dahlin       | Göteborgs stadsteater, 22 november 1957  |
| 1959 |                                           | Ljuva ungdomstid Eugene O'Neill                 | Sam Besekow       | Göteborgs stadsteater                    |
| 1959 |                                           | Besök av gammal dam Friedrich Dürrenmatt        | Johan Falck       | Göteborgs stadsteater                    |

## Radioteater

### Roller
| År   | Roll                 | Produktion                           | Regi           |
| ---- | -------------------- | ------------------------------------ | -------------- |
| 1955 | Herr Krap, kontorist | Samhällets stöttepelare Henrik Ibsen | Helge Wahlgren |

### Fotnoter
1. ↑  Sveriges dödbok 1830-2020, Sveriges släktforskarförbund
2. 1 2  Harry Ahlin på Svensk Filmdatabas
3. 1 2 3  Ahlin, Karl Harry i Vem är Vem?: Götalandsdelen utom Skåne (första upplagan, 1948)
4. ↑  ”Harry Ahlin”. Nationalencyklopedin. http://www.ne.se/harry-ahlin.
5. ↑  ”Harry Ahlin”. IMDb.com. Arkiverad från originalet den 10 mars 2016. https://web.archive.org/web/20160310012722/http://akas.imdb.com/name/nm0014027/. Läst 18 september 2012.
6. ↑  Dagens Nyheter, 13 maj 1923, sid. 2
7. ↑  Dödsannons i Dagens Nyheter, 11 juni 1955, sid.16
8. ↑  ”Margita Ahlin”. Svensk musik, film och revyer. Arkiverad från originalet den 23 oktober 2021. https://web.archive.org/web/20211023021633/http://musiknostalgi.atspace.cc/marahl2.htm. Läst 8 november 2012.
9. ↑  SvenskaGravar
10. ↑  ”Teaterannons”. Dagens Nyheter:  s. 12. 22 augusti 1925. http://arkivet.dn.se/arkivet/tidning/1925-08-22/226/12. Läst 29 december 2015.
11. ↑  ”Teaterannons”. Dagens Nyheter:  s. 19. 1 september 1927. http://arkivet.dn.se/arkivet/tidning/1927-09-01/236/19. Läst 30 december 2015.
12. ↑  ”Teaterannons”. Dagens Nyheter:  s. 13. 3 januari 1928. http://arkivet.dn.se/arkivet/tidning/1928-01-03/s/13. Läst 1 januari 2016.
13. ↑  ”Scen och Film”. Dagens Nyheter:  s. 9. 7 september 1928. http://arkivet.dn.se/arkivet/tidning/1928-09-07/244/9. Läst 1 januari 2016.
14. ↑  ”Teater Musik Film”. Dagens Nyheter:  s. 9. 18 april 1932. http://arkivet.dn.se/arkivet/tidning/1932-04-18/104/9. Läst 16 mars 2016.
15. ↑  ”Teaterannons”. Dagens Nyheter:  s. 15. 4 juni 1932. http://arkivet.dn.se/arkivet/tidning/1932-06-04/149/15. Läst 3 januari 2016.
16. ↑  ”Teater Musik Film: 'Tovaritch' i Göteborg”. Dagens Nyheter:  s. 9. 16 januari 1935. http://arkivet.dn.se/arkivet/tidning/1935-01-16/15/9. Läst 8 januari 2016.
17. ↑  ”Arsenik och gamla spetsar”. Musikverket. http://calmview.musikverk.se/CalmView/Record.aspx?src=CalmView.Performance&id=PERF26035&pos=9. Läst 3 juni 2015.
18. ↑  ”Caligula”. Stiftelsen Ingmar Bergman. http://ingmarbergman.se/verk/caligula. Läst 17 oktober 2015.
19. ↑  ”Dagen slutar tidigt”. Stiftelsen Ingmar Bergman. http://ingmarbergman.se/verk/dagen-slutar-tidigt. Läst 16 oktober 2015.
20. ↑  ”Tjuvarnas bal”. Stiftelsen Ingmar Bergman. http://ingmarbergman.se/verk/tjuvarnas-bal. Läst 16 oktober 2015.
21. ↑  ”Spårvagn till lustgården”. Stiftelsen Ingmar Bergman. http://ingmarbergman.se/verk/spårvagn-till-lustgården. Läst 17 oktober 2015.
22. ↑  ”Scenförändringar: Jubileum i Göteborg”. Dagens Nyheter:  s. 15. 21 augusti 1959. https://arkivet.dn.se/tidning/1959-08-21/225/15. Läst 26 september 2020.
23. ↑  ”Scenförändringar: Dürrenmatt och Delaney”. Dagens Nyheter:  s. 16. 30 september 1959. https://arkivet.dn.se/tidning/1959-09-30/265/16. Läst 26 september 2020.
24. ↑  ”Radioprogrammet”. Dagens Nyheter:  s. 32. 3 november 1955. https://arkivet.dn.se/tidning/1955-11-03/299/32. Läst 27 december 2021.